# Delay

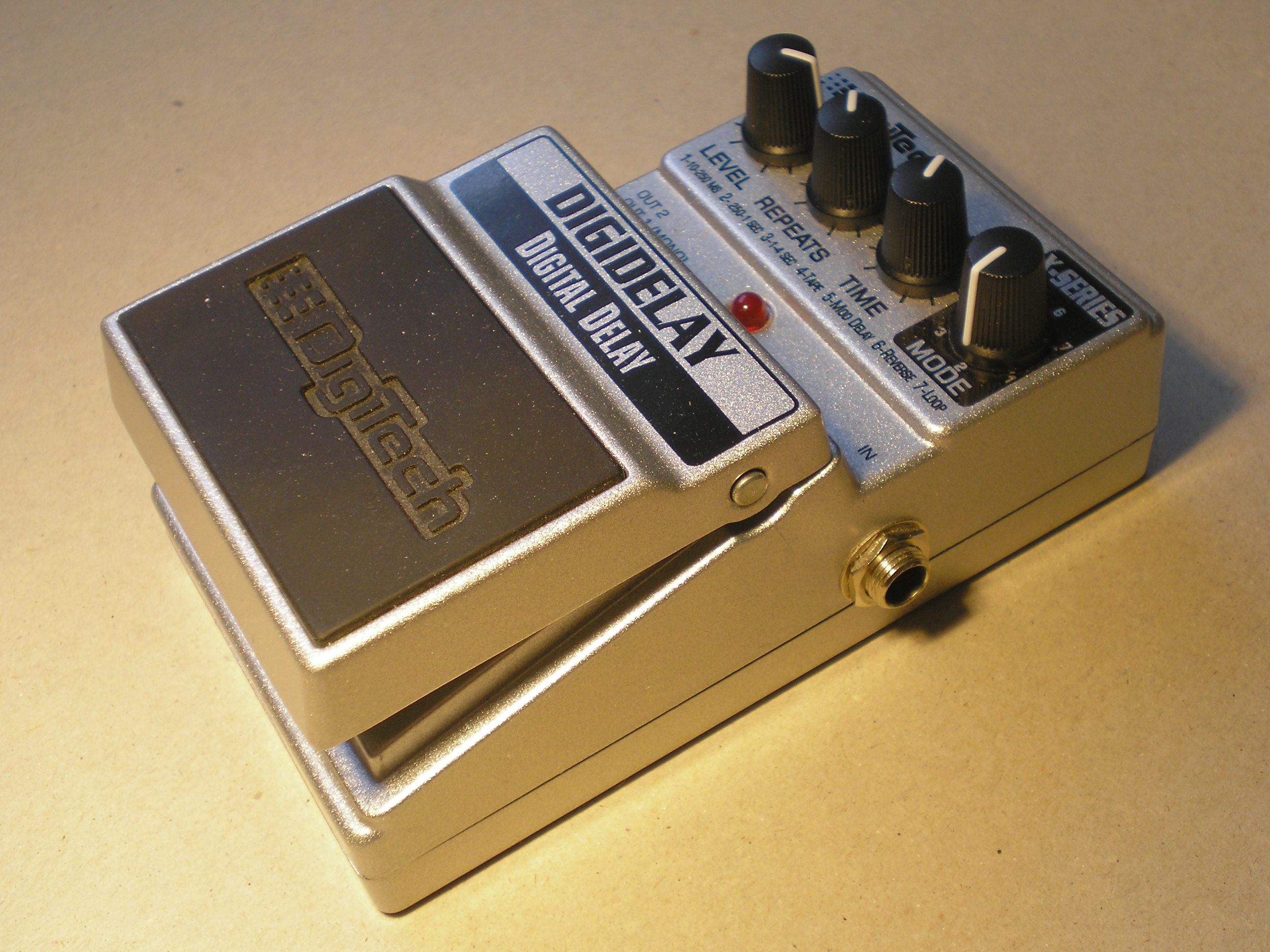
Efekt gitarowy typu delay

Delay (z ang. „opóźnienie”) – efekt gitarowy często używany przez muzyków, przeważnie gitarzystów, ale i dubmasterów. 
Dźwięk pochodzący z instrumentu jest powtarzany określoną w ustawieniach efektu liczbę razy, przy czym jego głośność zmniejsza się w czasie (ang. fade out). Jeśli delay pozbawi się fade outu, powstaje efekt loop („pętla”) – dźwięk powtarzający się tak długo, jak tego chce muzyk. Ważnym ustawieniem jest też częstotliwość powtarzanego dźwięku – powinna ona bowiem rytmicznie współgrać z perkusją i innymi instrumentami. 
Efekt stał się szczególnie popularny w nowocześniejszych odmianach reggae, ze względu na wywoływane przezeń wrażenie przestrzeni oraz jego właściwości rytmiczne.